# Śródmieście (Częstochowa)
Śródmieście – centralna dzielnica Częstochowy. Jej oś stanowi Aleja Najświętszej Maryi Panny, a głównym punktem jest plac Biegańskiego. Przy nich znajduje się większość instytucji i zabytków. 
Na uwagę zasługują ponadto:
- Dom Biegańskiego,
- Teatr im. Adama Mickiewicza, wybudowany w latach 1929–1938 przy ul. Kilińskiego,
- neogotycki kościół ewangelicko-augsburski pw. Wniebowstąpienia Pańskiego z lat 1912–1913, znajdujący się u zbiegu ulic Kopernika i Śląskiej; obok kościoła znajduje się nowa cerkiew prawosławna.
- modernistyczny budynek (pierwotnie Bank Towarzystwa Kredytowego Ziemian, następnie PKO BP) wzniesiony w latach 1922–1925 przy al. Kościuszki,
- konstruktywistyczna poczta zbudowana w latach 1925–1926 według projektu Adolfa Szyszko-Bohusza przy ul. Kopernika,
- oddany do użytku w 1996 r. budynek dworca PKP (stacja Częstochowa Osobowa),
- jeden z budynków Urzędu Miasta (dawny Bank Gospodarki Żywnościowej)
- blok mieszkalny przy ulicy Sobieskiego 56/64, o bryle odstającej stylistycznie od pozostałych bloków mieszkalnych w Śródmieściu